# Брук, Лаклан
Лаклан Рики Брук (англ. Lachlan Ricky Brook; 8 февраля 2001, Аделаида, Австралия) — австралийский футболист, нападающий клуба «Реал Солт-Лейк».

## Клубная карьера
Брук — воспитанник клубов «Аделаида Юнайтед» из своего родного города. 14 января 2018 года в матче против «Сиднея» он дебютировал в Эй-лиге. В 2020 году Брук перешёл в английский «Брентфорд», подписав контракт на три года. В 2022 году Лаклан на правах аренды вернулся в «Аделаиду Юнайтед». Летом того же года Брук был арендован «Кру Александра». 30 июля в матче против «Рочдейла» он дебютировал во Второй лиге Англии. В этом же поединке Лаклан забил свой первый гол за «Кру Александра».
В 2023 году Брук вернулся на родину, подписав 15 июня двухлетний контракт с «Уэстерн Сидней Уондерерс». 22 октября в матче против «Веллингтон Феникс» он дебютировал за новую команду. 28 октября в поединке против «Уэстерн Юнайтед» Лаклан забил свой первый гол за «Уэстерн Сидней Уондерерс».
23 июля 2024 года Брук перешёл в клуб MLS «Реал Солт-Лейк», подписав контракт до конца сезона 2025 с клубными опциями продления на сезоны 2026 и 2027. В американской лиге он дебютировал 24 августа в матче против «Сан-Хосе Эртквейкс», заменив во втором тайме Майкеля Чанга.

## Международная карьера
В 2016 году в составе юношеской сборной Австралии Брук стал победителем юношеского чемпионата Азии во Вьетнаме. В 2022 году в составе олимпийской сборной Австралии Лаклан принял участие в молодёжном чемпионате Азии в Узбекистане. На турнире он сыграл в матчах против команд Кувейта, Ирака, Иордании, Туркменистана, Саудовской Аравии и Японии.

## Достижения
Международные
 Австралия (до 19)
- Юношеский чемпионат Азии — 2019